# 元永 (東魏)
元 永（げん えい、生没年不詳）は、北魏・東魏の皇族。代郡公。

## 経歴
北魏の陳留王拓跋虔の曽孫にあたる。若くして奉朝請となった。積射将軍から元天穆の推薦で爾朱栄のもとに赴いた。孝荘帝を擁立する企てに参与し、代郡公の爵位を受けた。将軍・太中大夫・二夏豳三州行台左丞の位を加えられ、持節として降戸4000家あまりを招納した。爾朱栄によりさらに朝那県子に封ぜられ、持節・南豳州刺史となり、仮の撫軍将軍となった。天平初年、高歓により行台左丞とされ、ほどなく潁州刺史に任ぜられ、さらに北揚州刺史に転じた。天保年間、召還されて大司農卿に任じられ、銀青光禄大夫の位を受け、幹郷男の爵位に降格された。太寧2年（562年）、金紫光禄大夫の位を受けた。
子に元景安があった。

## 伝記資料
- 『北斉書』巻41 列伝第33
- 『北史』巻53 列伝第41